# سلوام ماسيل بيريرا
سلوام ماسيل بيريرا الشهير باسم سلوام (مواليد 22 مايو 1990) لاعب كرة قدم برازيلي يلعب حاليا لصالح نادي الدرجة الأولى الرفاع البحريني في مركز المهاجم من 2016 كما يجيد اللعب في مركز الجناح الأيسر.

## السيرة الذاتية
في 5 سبتمبر 2016 أعلن الرفاع الذي ينافس في الدوري البحريني الممتاز عن ضم سلوام لمدة موسم واحد ليحل محل مواطنه لويس غويغول الذي قرر المدرب البرتغالي أنطونيو ميراندا فسخ عقده بعد مرور شهر واحد من التعاقد معه بسبب عدم الاقتناع بمستواه.